# Salle Rustic
La salle Rustic est une salle polyvalente municipale à Montereau-Fault-Yonne, en France.

## Situation et accès
L'édifice est situé sur la place du Calvaire, entre la rue Victor-Hugo et la rue du Docteur-Arthur-Petit, au sud-ouest du centre-ville de Montereau-Fault-Yonne, et plus largement au sud-ouest du département de Seine-et-Marne.

## Histoire

### Usine

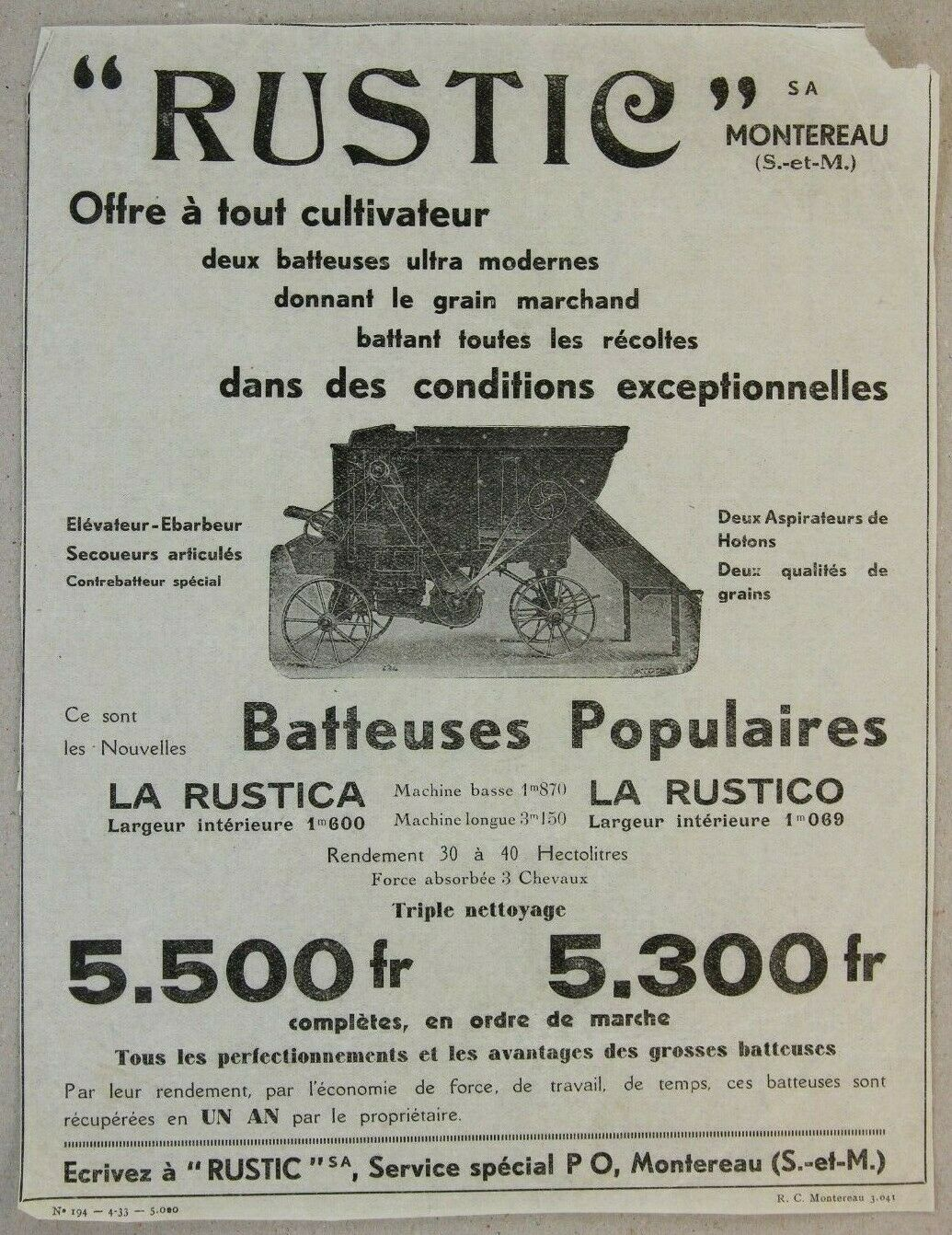
Publicité pour des batteuses produites par les ateliers Rustic.

En 1871, les frères Fortin fondent une usine de production de matériel agricole. Sa direction est d'abord assurée par Edmond, puis par son gendre Georges Biaudet. Ce dernier introduit en 1910 un moteur « Rustic » dans l'usine, qui permet la fabrication de semoirs, de scies ou bien de tronçonneuses. Le bâtiment s'étend ensuite jusqu'à l'hôtel de ville, après la Seconde Guerre mondiale. Ces ateliers, qui reprennent le nom de Rustic, cessent toute activité à partir de 1952 et les lieux sont finalement rachetés en 1954 par la Ville. Ainsi, on transforme une partie de l'usine en salle des fêtes à la fin des années 1950 et pour celle-ci, on établit un parc de stationnement au niveau des ateliers. 

### Centre de vaccination et nouveau complexe
Durant la pandémie de Covid-19, la salle devient un centre de vaccination dès le 18 janvier 2021.
On projette de déplacer l'affluence et l'influence de cette salle pour le nouveau complexe nommé Le Majectif dont l'ouverture est prévue en 2022,.

## Structure
L'édifice s'étend de manière plutôt homogène, avec une toiture à redans partiels isocèles. Les briques des façades dessinent un motif répété de couleur brique sur fond ocre.